# Joshua Owusu
Joshua Owusu (* 2. Oktober 1948) ist ein ehemaliger ghanaischer Weit- und Dreispringer.
Bei den Olympischen Spielen 1972 in München kam er im Weitsprung auf den vierten Platz.
1973 siegte er bei den Afrikaspielen im Weitsprung.
Bei den British Commonwealth Games 1974 in Christchurch triumphierte er im Dreisprung und gewann Bronze im Weitsprung.

## Persönliche Bestleistungen
- Weitsprung: 8,09 m, 24. Mai 1974, Arkadelphia
- Dreisprung: 16,50 m, 2. Februar 1974, Christchurch